# Historias de Madrid
Historias de Madrid es una comedia coral española estrenada en 1958, dirigida por el debutante Ramón Comas y protagonizada por Tony Leblanc y Licia Calderón, entre otros.
Consiguió el Olivo de Oro a la mejor película en el Festival Internacional del Filme Humorístico de Bordighera (Italia).
El tema de fondo de la película es la problemática de la vivienda en Madrid, tema ya tratado en otros filmes coetáneos como El pisito de Marco Ferreri o El inquilino de José Antonio Nieves Conde. Dicha crítica provocó que el filme sufriera la censura franquista y el consiguiente retraso en su estreno, ya que su rodaje se produjo dos años antes.

## Sinopsis
El propietario de un viejo edificio ubicado en un popular barrio madrileño acude asiduamente a la iglesia a rezar a San Nicolás para pedirle que se este se hunda y así poder levantar en el solar un moderno bloque de doce pisos. Asimismo los humildes vecinos del inmueble también van rezar para que eso no ocurra y puedan seguir viviendo allí.
La anécdota argumental mencionada sirve como pretexto para narrar las peripecias amorosas entre los vecinos del inmueble así como sus otras preocupaciones cotidianas.

## Reparto
- Tony Leblanc como Pablo.
- Licia Calderón como Mari Pepa.
- Mario Morales como Felipe.
- María José Gil como Rosa.
- Mariano Azaña como El propietario del inmueble.
- Mariano Asquerino como El viejo donjuán.
- Josefina Serratosa como Engracia.
- Mario Berriatúa como Pescador.
- Manuel Peyró como Alberto.
- Matilde Muñoz Sampedro como Matilde.
- María Francés como	Doña Pilar.
- Ángel Álvarez como Lucas.
- Ángela Tamayo como Maestra.
- María Cañete como	Vecina.
- Casimiro Hurtado como Vecino.
- Marcelino Ornat
- Teófilo Palou como Comisario.
- Manuel Requena como Vecino en la partida de cartas.
- Luis Barbero como Empleado municipal.
- Sergio Mendizábal como St. Cartagena - el concejal.
- Tota Alba como Futuróloga.
- Jesús Puente como Cliente de la futuróloga.
- Antonio Riquelme como Don Sergio.
- Xan das Bolas como	Ciriaco - guarda del cementerio.
- Luis Ciges como Bombero.
- Julia Delgado Caro como Mujer en el bar.
- Antonio Molino Rojo como Hombre en el baile al aire libre.
- Aníbal Vela como Pasajero del autobús.